# Paspébiac
Paspébiac es una ciudad de la provincia de Quebec, Canadá. Está ubicada en el condado regional de Bonaventure y a su vez, en la región administrativa de Gaspésie–Îles-de-la-Madeleine. Hace parte de las circunscripciones electorales de Bonaventure a nivel provincial y de Gaspésie−Îles-de-la-Madeleine a nivel federal.

## Geografía
Paspébiac se encuentra ubicada en las coordenadas 48°02′00″N 65°15′00″O / 48.03333, -65.25000. Según Statistics Canada, tiene una superficie total de 94,54 km² y es una de las 1135 municipalidades en las que está dividido administrativamente el territorio de la provincia de Quebec.

## Demografía
Según el censo de 2011, había 3198 personas residiendo en esta ciudad con una densidad poblacional de 33,8 hab./km². Los datos del censo mostraron que de las 3309 personas censadas en 2006, en 2011 hubo una disminución poblacional de 111 habitantes (-3,4%). El número total de inmuebles particulares resultó de 1470 con una densidad de 15,55 inmuebles por km². El número total de viviendas particulares que se encontraban ocupadas por residentes habituales fue de 1413.